# Selección de fútbol de Surrey
La Selección de fútbol de Surrey es el equipo que representa al Condado de Surrey en el fútbol. Surrey no está afiliado a la FIFA o a la UEFA, y por lo tanto no puede competir en los torneos que estos organizan. El equipo fue fundado en junio de 2014 luego de un intento fallido de organizar un partido contra el seleccionado de fútbol de Sealand por la Unión de Fútbol de Dale-Westland debido a la falta de jugadores disponibles en la comunidad micronacional.
Desde junio de 2020 Surrey es miembro de la World Unity Football Alliance (WUFA).

## Historia
Entre su fundación en 2014 y mediados de 2016, el ex ciudadano de Dale James Hunt fue considerado el gerente no oficial del equipo representativo de Surrey, pero con poca progresión, solo cuatro jugadores, incluido el presidente Danny Clarke y el gerente James Hunt, concordaron en jugar. Hasta el nombramiento oficial de Michael Lee Charles del Alton Football Club el 17 de agosto de 2016, el equipo finalmente comenzó a tomar forma con 10 jugadores anunciados en 2 días. El 26 de agosto de 2016, la International Surrey Football anunció el nombramiento de su primer asistente de gerente, el asistente Badshot Lea, Matthew Angell, quien eventualmente renunciaría. ISF recibiría a su tercer miembro del equipo de entrenadores de la Academia Aldershot Town FC y al entrenador juvenil del AFC Bournemouth, Lee el 24 de septiembre de 2016. El miembro más reciente del equipo de entrenadores fue Liam Parrington, ex West Ham United e England Youth International, nombrados el 1 de septiembre de 2017. Michael Lee Charles fue reemplazado por el primer entrenador de Surrey, Liam Parrington, el 5 de septiembre de 2017 después de convertirse en el entrenador para lograr un juego sin jugar con El éxito

## Desempeño en competiciones
| WUFA World Series | WUFA World Series | WUFA World Series | WUFA World Series | WUFA World Series | WUFA World Series | WUFA World Series | WUFA World Series | WUFA World Series |
| Año               | Posición          | PJ                | PG                | PE                | PP                | GF                | GC                |                   |
| ----------------- | ----------------- | ----------------- | ----------------- | ----------------- | ----------------- | ----------------- | ----------------- | ----------------- |
| 2021              | 3.º               | 2                 | 1                 | 0                 | 1                 | 3                 | 4                 |                   |
| Total             | 1/1               | 2                 | 1                 | 0                 | 1                 | 3                 | 4                 |                   |

## Partidos
| Fecha                   | Estadio                    | Lugar     | Competición            | Oponente     | Resultado |
| ----------------------- | -------------------------- | --------- | ---------------------- | ------------ | --------- |
| 6 de mayo de 2018       | St. Paul's Sports Ground   | Londres   | Amistoso               | Barāwe       | 3-1       |
| 13 de marzo de 2019     | Aldershot Military Stadium | Aldershot | Amistoso               | Army FA      | 0-6       |
| 28 de abril de 2019     | Moatside                   | Merstham  | Amistoso               | Islas Chagos | 2-3       |
| 22 de diciembre de 2019 | Broadfield 3G              | Crawley   | Amistoso               | Islas Chagos | 4-1       |
| 9 de mayo de 2021       |                            | Guildford | Amistoso               | Islas Chagos | 2-3       |
| 16 de mayo de 2021      | Merrist Wood College       | Guildford | WUFA World Series 2021 | Islas Chagos | 1-3       |
| 23 de mayo de 2021      | Merrist Wood College       | Guildford | WUFA World Series 2021 | Magreb       | 2-1       |
| 8 de mayo de 2022       | Moatside                   | Merstham  | Amistoso               | Matabeleland | 5-2       |
| 15 de mayo de 2022      | Woking College 3G          | Woking    | Amistoso               | Hampshire    | 5-0       |
| 22 de mayo de 2022      | Meadowbank                 | Dorking   | Amistoso               | Islas Chagos | 2-2       |

## Estadísticas

### Mayores anotadores
Actualizado al 23 de mayo de 2021.
| Pos. | Jugador            | Goles |
| ---- | ------------------ | ----- |
| 1.º  | Tayo Ajayi         | 3     |
| 2.º  | Mal Thomas         | 2     |
| 2.º  | Nathaniel Williams | 2     |
| 4.º  | Jarvis Nutt        | 1     |
| 4.º  | Leavan Sullivan    | 1     |
| 4.º  | Liam Roberts       | 1     |
| 4.º  | Steve Harcombe     | 1     |
| 4.º  | Tiago Andrade      | 1     |
| 4.º  | Tony Halsey        | 1     |

### Más presencias
Actualizado al 23 de mayo de 2021.
| Pos. | Jugador       | Partidos |
| ---- | ------------- | -------- |
| 1.º  | Jay Jones     | 7        |
| 2.º  | Kevin Wheller | 6        |
| 3.º  | Nyam Mcleod   | 4        |
| 3.º  | Felix Ahorlu  | 4        |
| 5.º  | Ryan Smith    | 3        |